# Hesperella
Hesperella là một chi bọ cánh cứng trong họ Chrysomelidae.
Chi này được miêu tả khoa học năm 1995 bởi Medvedev.

## Các loài
Các loài trong chi này gồm:
- Hesperella lopatini Takizawa, 2005
- Hesperella maruyamai Takizawa, 2005
- Hesperella violaceipennis Medvedev, 1995